# (33562) Amydunphy
(33562) Amydunphy est un astéroïde de la ceinture principale.

## Description
(33562) Amydunphy est un astéroïde de la ceinture principale. Il fut découvert le 10 mai 1999 à Socorro (Nouveau-Mexique) par le projet LINEAR. Il présente une orbite caractérisée par un demi-grand axe de 2,35 UA, une excentricité de 0,13 et une inclinaison de 5,9° par rapport à l'écliptique.